# Pripjat (mesto)
Pripjat (ukrajinsko При́п'ять, rusko При́пять)) je zapuščeno mesto v severni Ukrajini blizu meje z Belorusijo (nekdanja Sovjetska zveza). To mesto je bilo domovanje delavcev v černobilski jedrski elektrarni. Mesto je bilo zapuščeno leta 1986 po černobilski nesreči, ki je bila najhujša nesreča jedrskega reaktorja v zgodovini. Danes mesto spada v Černobilsko izključitveno območje.

## Zgodovina

### Zgodnja leta in evakuacija mesta
Mesto Pripjat je bilo ustanovljeno leta 1970, dve leti pred začetkom gradnje černobilske jedrske elektrarne. Mesto je bilo ustanovljeno predvsem za namestitev domov delavcev in inženirjev iz Černobilske elektrarne. Pripjat je za svoj čas veljal za izredno moderno mesto. Imelo je stadion, restavracije, zabaviščni park, kavarne, kulturni dom, glasbeno šolo, bolnišnico, trgovino (med njimi tudi drugo izmed dveh največjih sovjetskih veleblagovnic z pomarančami) in bazen, ki je bil v uporabi do leta 1996. Plače v Pripjatu so bile od trikrat do petkrat višje kot kje drugje v takratni Sovjetski zvezi.
V mestu so nameravali 1. maja 1986 odpreti velik zabaviščni park z visokim vrtiljakom, ki pa ni bil nikoli odprt, kar je preprečila černobilska nesreča. 26. aprila 1986 ponoči, ko je prišlo do nesreče v elektrarni, je večina ljudi v mestu spala. Veliko ljudi se je takrat prebudilo in šlo na bližnji most nad železniško progo gledat požar v elektrarni. V urah po katastrofi je veliko ljudi v Pripjatu zbolelo, večina jih je poročala o močnem glavobolu in okusu po kovini v ustih ter velikih nenadzarovanih napadih kašljanja in bruhanja. Podpredsednik vlade Sovjetske zveze Boris Ščerbina je zvečer 26. aprila pod predlogom sovjetskega kemika in fizika Valerija Legasova, ukazal evakuirati ljudi iz Pripjata.
Evakuacija mesta Pripjat se je začela 27. aprila ob 14:00. Trajala je eno uro, do 15:00 pa je bil ves Pripjat prazen. Stanovalci so ob evakuaciji s seboj vzeli le dokumente, knjige, oblačila ter nekaj hrane in pijače. Ob evakuaciji so sovjetske oblasti prebivalce obvestile, da bo to trajalo začasno, kar se je pa pozneje spremenilo v trajno.

### Pripjat po evakuaciji
Leta 1986 je bilo zgrajeno mesto Slavutič, ki je nadomestilo zapuščeni Pripjat. Po mestu Černobil je bilo to drugo največje mesto za sprejem delavcev in znanstvenikov v elektrarnah v Skupnosti neodvisnih držav (CIS).
Ena pomembnih znamenitosti, ki je pogosto prikazana na fotografijah mesta in je vidna na spletnih straneh za snemanje iz zraka, je že zdavnaj zapuščen visok vrtiljak Ferris v zabaviščnem parku Pripjata, ki naj bi se uradno odprlo pet dni po nesreči. Vrtiljaka ne morejo razstaviti ker je preveč radioaktiven. Bazen Azure in stadion Avanhard sta še dve priljubljeni turistični kraji.
4. februarja 2020 so se nekdanji prebivalci Pripjata zbrali v zapuščenem mestu, da bi proslavili 50. obletnico ustanovitve Pripjata, s čimer so se nekdanji prebivalci prvič vrnili v mesto po evakuaciji leta 1986. 
Med požari v Černobilskem izključitvenem območju za izključitev leta 2020 so plameni dosegli obrobje mesta; niso prišli do obrata.
Konec februarja 2022 je med bitko za Černobil (del ruske invazije na Ukrajino) Pripjat okupirala Rusija. 3. aprila 2022 je po porazu Rusije v bitki za Kijev in sledečem umiku v Belorusijo, ukrajinska vojska zopet prevzela nadzor nad mestom.

### Pripjat danes
Zgradbe v Pripjatu so danes popolnoma zapuščene, vključno z blokovskimi stavbami (od katerih bi štiri morale biti šele naseljene), plavalnimi bazeni in bolnišnicami, v njih pa je ostalo prav vse, od gramofonskih plošč, dokumentov do otroških igrač in oblačil. Vendar pa so bile blokovske zgradbe pred nekaj leti povsem oplenjene. Vsi vrednejši predmeti so izginili, celo sedala straniščnih školjk. Ker zgradb nihče ne vzdržuje, so te v zelo slabem stanju. Strehe puščajo, spomladi pa so prostori poplavljeni. Marsikje drevesa rastejo na strehah, na balkonih in celo znotraj stavb. To pospešuje naravno razpadanje in pričakovati je, da bo večina mesta čez nekaj desetletij ležala v ruševinah.
Pripjat in okoliška območja še več stoletij ne bodo varna za človeško poselitev. Znanstveniki predvidevajo, da bo razpadanje radioaktivnih elementov na tem območju do človeku zdrave mere trajalo do 900 let če ne še več. 

## Varnost v mestu
Pripjat je v celoti dostopno in dokaj varno na cesti, vendar pa po mestu ni varno hoditi brez dozimetra. Vrata v vse stavbe so odprta, da bi tako zmanjšali nevarnost za obiskovalce, čeprav je v nekaterih stavbah preveč radioaktivnega materiala za varen obisk.